# Sternotomis mirabilis
Sternotomis mirabilis är en skalbaggsart som först beskrevs av Dru Drury 1773.  Sternotomis mirabilis ingår i släktet Sternotomis och familjen långhorningar.
Artens utbredningsområde är:
- Benin.
- Gabon.
- Sierra Leone.
- Togo.

Inga underarter finns listade i Catalogue of Life.